# Basil Alexander Hill
Sir Basil Alexander Hill, britanski general, * 1880, † 1960.